# روزاريو سولير
روزاريو سولير (بالإسبانية: Rosario Soler)‏ هي ممثلة إسبانية، ولدت في 16 أغسطس 1879 في مالقة في إسبانيا، وتوفي بنفس المكان في 22 نوفمبر 1944.